# SGang Gwaay
Az  SGang Gwaay Llanagaay a haida nép egyik faluja, mely a Gwaii Haanas Nemzeti Parkban található a Queen Charlotte-szigeteken (Haida Gwaii), Brit Columbiában, Kanadában.

## Leírás
A helyszínt nevezik Ninstintsnek, Nan Sdinsnek – egy 19. századi törzsfő neve alapján –, Skungwai-nak és SGang Gwaay-nak is, amely az Anthony-sziget haida neve. A falu a legdélebben fekvő haida falu, mely a Kunghit-szigettől nyugatra, azzal szemben található. 
A faluban található a haida totemoszlopok legnagyobb, eredeti helyen meghagyott gyűjteménye. Az oszlopok közül sokat komoly művészei alkotásnak tartanak, és annak ellenére a helyszínen hagytak, hogy ki vannak téve a nedves part menti őserdő időjárásának.
A helyszínen található totemoszlopok a haida civilizáció és a Queen Charlotte-szigetek emblematikus elemeivé váltak, melyek képe gyakran szerepel a sziget és a tartomány turisztikai kiadványaiban. A terület kizárólag tengeri úton repülővel közelíthető meg.

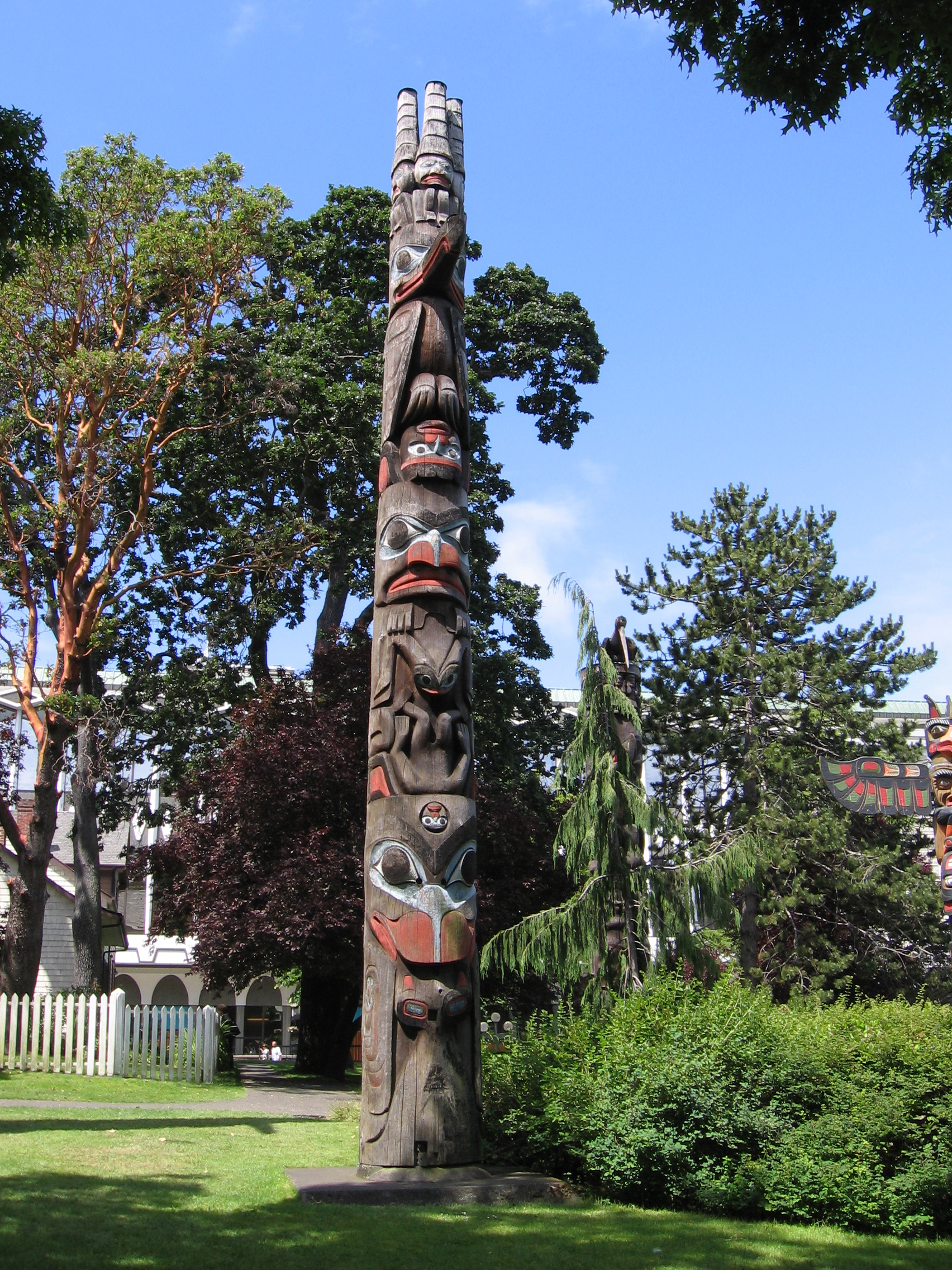
Haida totemoszlop a Thunderdbird Parkban, Victoria, Brit Columbia

## Fordítás
Ez a szócikk részben vagy egészben a  Ninstints című angol Wikipédia-szócikk ezen változatának fordításán alapul.  Az eredeti cikk szerkesztőit annak laptörténete sorolja fel. Ez a jelzés csupán a megfogalmazás eredetét és a szerzői jogokat jelzi, nem szolgál a cikkben szereplő információk forrásmegjelöléseként.

## Külső hivatkozások
- Parks Canada honlap
- A világörökségi helyszín az UNESCO honlapján